# Volker Zotz
Volker Zotz (ur. 28 października 1956) – austriacki filozof i kulturoznawca, specjalista w dziedzinie filozofii buddyjskiej i konfucjańskiej oraz wpływu buddyzmu na kulturę Zachodu.
Wykładowca na Uniwersytecie Wiedeńskim, Ryukoku University, Otani University oraz na Uniwersytecie w Luksemburgu. Od 1994 roku prowadzi w Kioto prace badawcze w Instytucie Kultury Buddyjskiej Uniwersytetu Ryukoku. Jest członkiem komitetu Międzynarodowego Stowarzyszenia Badań nad Buddyzmem Shin (Kioto) i założycielem zespołu Eurasischer Humanismus, jak również redaktorem czasopisma „Damaru”.

## Ważniejsze dzieła książkowe
- Historia filozofii buddyjskiej, Wydawnictwo WAM, 2007, ISBN 978-83-7318-878-5
- Maitreya. Kontemplationen über den Buddha der Zukunft. Mit einem Vorwort von Lama Anagarika Govinda. Hannoversch Münden 1984, ISBN 3-87998-054-3
- Zur Rezeption, Interpretation und Kritik des Buddhismus im deutschen Sprachraum vom Fin-de-Siècle bis 1930. Historische Skizze und Hauptmotive. Wien: Phil. Diss., 1986
- Maitréja. Elmélkedések a jövö Buddhájáról. Körösi Csoma Sandor Buddhológiai Intézet, Budapest 1986
- Freiheit und Glück. Buddhas Lehren für das tägliche Leben. München 1987, ISBN 3-8138-0090-3
- André Breton. Rowohlt, Reinbek bei Hamburg 1990, ISBN 3-499-50374-3
- Erleuchtung im Alltag. München 1990, ISBN 3-8138-0175-6
- Buddha. Rowohlt, Reinbek bei Hamburg 1991, 6. Auflage 2001, ISBN 3-499-50477-4
- André Breton. Préface de José Pierre. Paris: Édition d'art Somogy, 1991, ISBN 2-85056-199-1.
- Der Buddha im Reinen Land. Shin-Buddhismus in Japan. Diederichs, München 1991, ISBN 3-424-01120-7
- Buddha. Votobia, Olomouc 1995, ISBN 80-85885-72-7
- Geschichte der buddhistischen Philosophie. Rowohlt, Reinbek bei Hamburg 1996, ISBN 3-499-55537-9.
- Buddha. Hangilsa, Seoul 1997, ISBN 89-356-0136-5.
- Mit Buddha das Leben meistern. Buddhismus für Praktiker. Rowohlt, Reinbek bei Hamburg 1999, 4. Auflage 2003, ISBN 3-499-60586-4
- Konfuzius. Rowohlt, Reinbek bei Hamburg 2000, ISBN 3-499-50555-X
- Auf den glückseligen Inseln. Buddhismus in der deutschen Kultur. Theseus, Berlin 2000, ISBN 3-89620-151-4
- Totus tuus. Marianisches Lesebuch zur Luxemburger Muttergottes-Oktave. Kairos, Luxembourg 2004, ISBN 2-9599829-9-1
- Die neue Wirtschaftsmacht am Ganges. Redline, Heidelberg 2006, ISBN 3-636-01373-4
- Buda, Maestro de Vida. Ellago Ediciones 2006, ISBN 84-95881-87-X
- Konfuzius für den Westen. Neue Sehnsucht nach alten Werten. O.W. Barth, Frankfurt am Main 2007, ISBN 978-3-502-61164-6
- Die Suche nach einem sozialen Buddhismus. Kairos, Luxembourg 2007, ISBN 2-9599829-6-7